# 小帕莱和科尔南
小帕莱和科尔南（法語：Petit-Palais-et-Cornemps）是法国吉伦特省的一个市镇，属于利布尔讷区。该市镇总面积14.32平方公里，2009年时的人口为676人。

## 人口
小帕莱和科尔南人口变化图示